# Окоро, Джозеф
Джозеф Окоро (англ. Joseph Okoro; род. 17 февраля 2001) — нигерийский футболист, полузащитник минского «Динамо».

## Карьера

### Начало карьеры
В апреле 2019 года футболист прибыл на просмотр в киевское «Динамо», с которым затем в мае 2019 года заключил полноценный контракт. В клубе футболист выступал в молодёжном первенстве. В конце 2020 года футболист покинул украинский клуб. В январе 2021 года футболист проходил просмотр в белорусском «Гомеле». В марте 2021 года футболист официально присоединился к клубу. Однако закрепиться в клубе футболист не смог, несколько матчей сыграв за дублирующий состав, который покинул в июле 2021 года.

### «Олимп-Долгопрудный»
В августе 2021 года футболист перешёл в российский клуб «Олимп-Долгопрудный». Дебютировал за клуб 4 августа 2021 года в матче Кубка России против воронежского «Факела». Дебютный матч в чемпионате футболист сыграл 8 августа 2023 года против московского «Торпедо», выйдя на замену на 71 минуте. Провёл за клуб футболист всего лишь 3 матча, также пропустив большую часть сезона из-за травмы. По окончании сезона футболист покинул клуб.

### «Истиклол» Душанбе
В марте 2023 года футболист перешёл в таджикский клуб «Истиклол». Дебютировал за клуб 3 апреля 2023 года в матче против клуба «Худжанд», выйдя на поле на 81 минуте. Футболист смог быстро закрепиться в основной команде клуба. Вместе с клубом стал серебряным призёром Суперкубка Таджикистана, где в финале 6 мая 2023 года уступили «Равшану». В октябре 2023 года футболист вместе с клубом отправился на матчи Лиги чемпионов АФК. Первый матч на турнире сыграл 24 октября 2023 года против иранского клуба «Персеполис». Вместе с клубом футболист завершил групповой этап Лиги чемпионов АФК на итоговом последнем месте, завершив своё выступление на турнире. По итогу сезона футболист вместе с клубом стал победителем чемпионата. В декабре 2023 года футболист покинул таджикский клуб, расторгнув контракт по соглашению сторон.

### «Бней Иегуда»
В феврале 2024 года футболист перешёл в израильский клуб «Бней Иегуда», в котором проходил просмотр с начала января. Дебютировал за клуб футболист 9 февраля 2024 года в матче против клуба «Маккаби» Герцлия, выйдя на поле в начале второго тайма.

## Достижение
«Истиклол» Душанбе
- Чемпион Таджикистана: 2023

 «Динамо» Минск 
- Чемпион Белоруссии: 2024